# 公式サイト (携帯電話)
公式サイト（こうしきサイト）は、携帯電話IP接続サービスにおいて、キャリア（携帯電話接続会社）が提供するポータルサイトに掲載されていたウェブサイト（コンテンツ、モバイルサイト）のことである。公式サイトとして掲載されるに当たっては、携帯電話会社の企画審査があり、承認される事によって可能となる。それ以外のサイトは俗に「勝手サイト」と呼ばれる（勝手サイト自体は個人レベルでの製作も可能）。
したがって、原則として携帯電話会社が提供するトップメニュー配下に登録されることになった。

## サイト運営者・閲覧者にとってのメリットとデメリット

### メリット
- 携帯電話会社が提供するメニュー内にサイトがあるので、ユーザーの流入が多い。
- ユーザーの個人情報を携帯電話会社が保有しているため、少額決済が簡単に行える。
- 携帯電話会社による企画審査があるため、サイトの品質が確保されている。
- 携帯電話会社との連携によって最新技術の適用やサービス開始が早期に行える。
- 携帯電話フィルタリングにおけるホワイトリストに掲載されることになる（ただし、掲載するカテゴリーによる）。

### デメリット
- パソコン・スマートフォンからのアクセスを拒否され、携帯電話のみでしかアクセスできないサイトが多い（携帯電話のみのアクセスとを前提としているのが多く、また全コンテンツを利用できないのもある）。
- 企画審査において運営母体･サービス･技術などの厳しい審査のために新規参入が容易ではない。
- 携帯電話会社毎に契約が必要なので、対応機種を増やす場合にコストが増加する。
- 携帯電話会社に依存するため、技術・サービスに制限が存在する。
- 携帯電話会社以外の第三者がコンテンツに関する契約者の認証・課金を行うことは、公式サイトでは基本的に認められていない[1]。
- 勝手サイトとの交流（リンク）が完全に遮断されるので、ユーザーの流動が硬直化しやすい[1]。
- 公式サイトとして承認されるための基準は公表されているが、当該基準は各携帯電話会社ともあくまで目安であるとしており、携帯事業者のビジネス性等を考慮した総合的な判断により掲載を拒否する場合があるとされる[1]。
- 公式サイト認定を巡る交渉では、優越的地位にある携帯電話会社が自社に有利な内容の契約を提示し、逆に申請サイト側の修正要望を受け入れることは少なく、携帯電話会社の提供する機能・サービス利用を認めることと引き替えに、申請サイト側が遵守困難な契約の締結を求めてくることがあるとされる[1]。
- 携帯電話会社との交渉においては「前例がない」など、明確な理由が示されないまま一方的に申請サイト側の要求が拒否されているケースもあるとされる[1]。
- この運営モデルは、無料着メロサイトやモバゲー等の勝手サイトが躍進したことでガラケー末期には破綻したものとなっていた[2]。